# Hecalapona vulta
Hecalapona vulta är en insektsart som beskrevs av Delong och Freytag 1975. Hecalapona vulta ingår i släktet Hecalapona och familjen dvärgstritar. Inga underarter finns listade i Catalogue of Life.